# Graafschap Ferrette
Ferrette (Duits: Pfirt) was een graafschap in het zuiden van de Elzas.
Sinds de twaalfde eeuw zijn de graven van Ferrette bekend. In 1331 werd door het huwelijk van graaf Ulrich II met Johanna van Montbéliard (Duits: Mömpelgard) de heerlijkheid Belfort verworven. Na de dood van Ulrich II in 1324 werd hij opgevolgd door zijn dochter Johanna. Deze was sinds 1319 gehuwd met hertog Albrecht II van Oostenrijk, waardoor het graafschap na de dood van Johanna in 1351 werd verbonden met de Habsburgse landen. Albrecht werd in 1325 door de prins-bisschop van Bazel met het graafschap beleend.
De Habsburgers voerden de titel landgraaf van de Elzas. Dit landgraafschap bestond uit een aantal rechten, maar het was geen territoriale staat. De verschillende graven, heren en steden in de Elzas waren in hoge mate zelfstandig. Na de successie in het graafschap Ferrette konden de Habsburgers hun rechten in de Opper-Elzas uitbouwen tot een territoriale staat, die deel uitmaakte van Voor-Oostenrijk.
Het gebied werd na 1460 door de Habsburgers verpand, o.a. aan Karel de Stoute. In 1474 waren de Habsburgers in staat het pand in te lossen. In 1574 vogde een nieuwe verpanding, nu aan de familie Fugger.
In paragraaf 74 van de Verdrag van Münster in 1648 werd vastgesteld dat de Sundgouw aan koninkrijk Frankrijk kwam. Hiermee werd in eerste instantie het graafschap Ferrette bedoeld.
Op 17 januari 1659 beleende de koning van Frankrijk, Lodewijk XIV van Frankrijk zijn minister Jules Mazarin met het graafschap. Na de dood van deze kardinaal vererfde het binnen de familie Mazarin. In de achttiende eeuw werden zij opgevolgd door de familie Grimaldi.

## Gebied
- heerlijkheid Ferrette (Pfirt)
- heerlijkheid Altkirch
- heerlijkheid Thann
- heerlijkheid Belfort
- heerlijkheid Rougemont-le-Château (Rothenburg)

## Graven van Ferrette
Graven van Ferrette uit het Huis Scarpone:
| Jaar           | Naam                       | Opmerkingen                                                            |
| -------------- | -------------------------- | ---------------------------------------------------------------------- |
| - 1073/76      | Lodewijk van Mömpelgard    | Heer van Mousson, 1042 castellanus in Mömpelgard, Altkirch en Ferrette |
| - 1102/05      | Diederik I                 | Graaf van Altkirch en Ferrette, 1033 in Bar, zoon van Lodewijk         |
| 1125 - 1160    | Frederik I                 | Zoon van Diederik                                                      |
| 1161 - 1180    | Lodewijk I                 | Zoon van Frederik I. ∞ Richenza van Habsburg                           |
| 1194 - 1197    | Ulrich I                   | Zoon van Lodewijk I                                                    |
| - 1189         | Lodewijk II                | Broer van Ulrich I                                                     |
| 1194 - 1234    | Frederik II                | Zoon van Lodewijk II                                                   |
| 1227 - 1275    | Ulrich II                  | Zoon van Frederik II. ∞ Johanna van Montbéliard                        |
| 1227 - 1236    | Lodewijk III               | Broer van Ulrich II                                                    |
| 1271 - 1310/11 | Theobald                   | 1292/97 landvoogd van de Elzas, zoon van Ulrich II                     |
| 1311 - 1324    | Ulrich III                 | Zoon van Theobald                                                      |
| 1324 - 1352    | Johanna                    | Dochter van Ulrich III, ∞ 1324 met Albrecht II van Oostenrijk          |
| 1324 - 1358    | Albrecht II van Oostenrijk | Hertog van Oostenrijk                                                  |